# Inverness Caledonian Thistle Football Club 2021-2022
Questa voce raccoglie le informazioni riguardanti l'Inverness Caledonian Thistle Football Club nelle competizioni ufficiali della stagione 2021-2022.

## Stagione
- In Scottish Championship l'Inverness si classifica al 3º posto (59 punti), dietro all'Arbroath e davanti al Partick Thistle. Ai play-off batte il Partick Thistle al quarto di finale (3-1 complessivo) e l'Arbroath in semifinale (0-0 complessivo e poi 5-3 ai rigori), poi perde in finale contro il St. Johnstone (pareggio 2-2 all'andata e sconfitta 4-0 al ritorno).
- In Scottish Cup viene eliminato al terzo turno dal Greenock Morton (1-1 al replay e poi 5-4 ai rigori).
- In Scottish League Cup non supera la fase a gironi, classificandosi al terzo posto (4 punti) nel gruppo A dietro a Hearts e Stirling Albion e davanti a Cove Rangers e Peterhead.

## Maglie e sponsor
| Casa | Trasferta |

## Rosa
| N. |                             | Ruolo | Calciatore            |
| -- | --------------------------- | ----- | --------------------- |
| 1  | Scozia (bandiera)           | P     | Mark Ridgers          |
| 2  | Scozia (bandiera)           | D     | Wallace Duffy         |
| 3  | Scozia (bandiera)           | D     | Cameron Harper        |
| 4  | Scozia (bandiera)           | C     | Sean Welsh (capitano) |
| 5  | Scozia (bandiera)           | D     | Robbie Deas           |
| 6  | Irlanda del Nord (bandiera) | D     | Daniel Devine         |
| 8  | Inghilterra (bandiera)      | C     | David Carson          |
| 9  | Irlanda del Nord (bandiera) | A     | Billy McKay           |
| 10 | Irlanda (bandiera)          | C     | Aaron Doran           |
| 11 | Scozia (bandiera)           | A     | Shane Sutherland      |
| 12 | Scozia (bandiera)           | C     | Roddy MacGregor       |
| 14 | Scozia (bandiera)           | C     | Tom Walsh             |

| N. |                        | Ruolo | Calciatore      |
| -- | ---------------------- | ----- | --------------- |
| 15 | Scozia (bandiera)      | D     | Kirk Broadfoot  |
| 18 | Scozia (bandiera)      | C     | Scott Allardice |
| 21 | Scozia (bandiera)      | P     | Cammy Mackay    |
| 24 | Inghilterra (bandiera) | A     | Austin Samuels  |
| 25 | Scozia (bandiera)      | D     | Harry Nicolson  |
| 26 | Scozia (bandiera)      | D     | Ryan Fyffe      |
| 28 | Scozia (bandiera)      | C     | Lewis Hyde      |
| 29 | Scozia (bandiera)      | C     | Robbie Thompson |
| 30 | Scozia (bandiera)      | D     | Aly Riddle      |
| 31 | Scozia (bandiera)      | C     | Harry Hennem    |
| 32 | Scozia (bandiera)      | A     | Ethan Cairns    |
| 33 | Scozia (bandiera)      | D     | Lewis Nicolson  |